# 南坎镇区
南坎镇区是缅甸掸邦木姐县下辖的一个镇区，治所位于南坎。